# 深山 (大阪府・京都府)
深山（みやま）は大阪府豊能郡能勢町と京都府南丹市との境界に位置する山。標高790.5 mで北摂山系の最高峰である。大阪50山の一つである。大阪府北部の最高峰でもあり、標高の高さの割に良い展望を有している。

## 登山
登山ルートは大きく三つある。最もポピュラーなルートは奥るり渓方面からアプローチするもので、頂上まで1時間50分ほどが必要である。奥るり渓には能勢電鉄日生中央駅もしくは、JR山陰本線園部駅からバスがある。もう一つは、広野方面からアプローチするもので、広野には亀岡駅からバスがある。2時間50分程度が必要である。
その他には兵庫県側からアプローチする方法もある。福住からささやまの森公園、庫阪峠（くらさかとうげ、640 m）、舩谷山（ふなたにやま、730 m）を経由して2時間半程度で山頂に着くことができる。

## ギャラリー

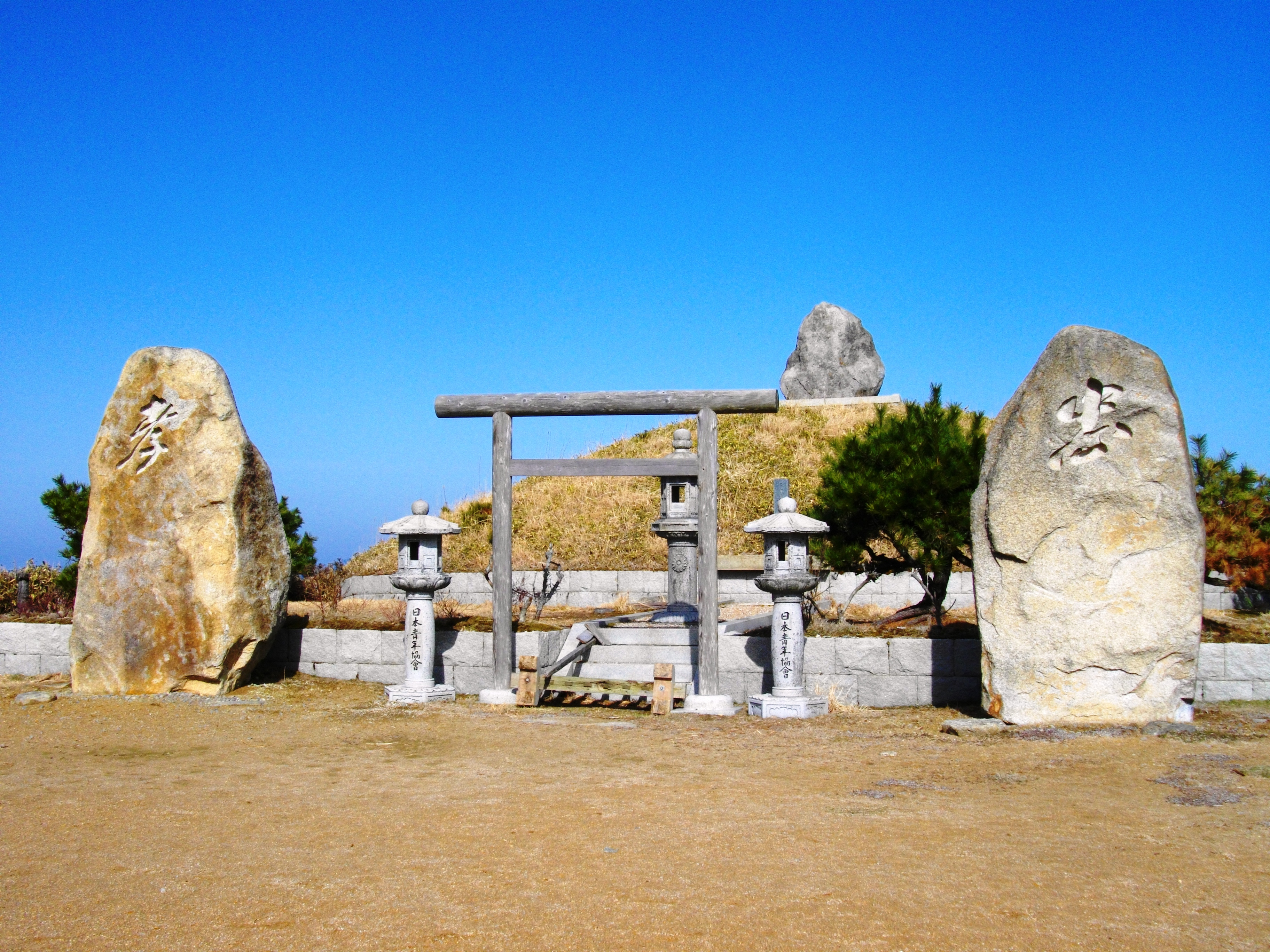
山頂の深山宮
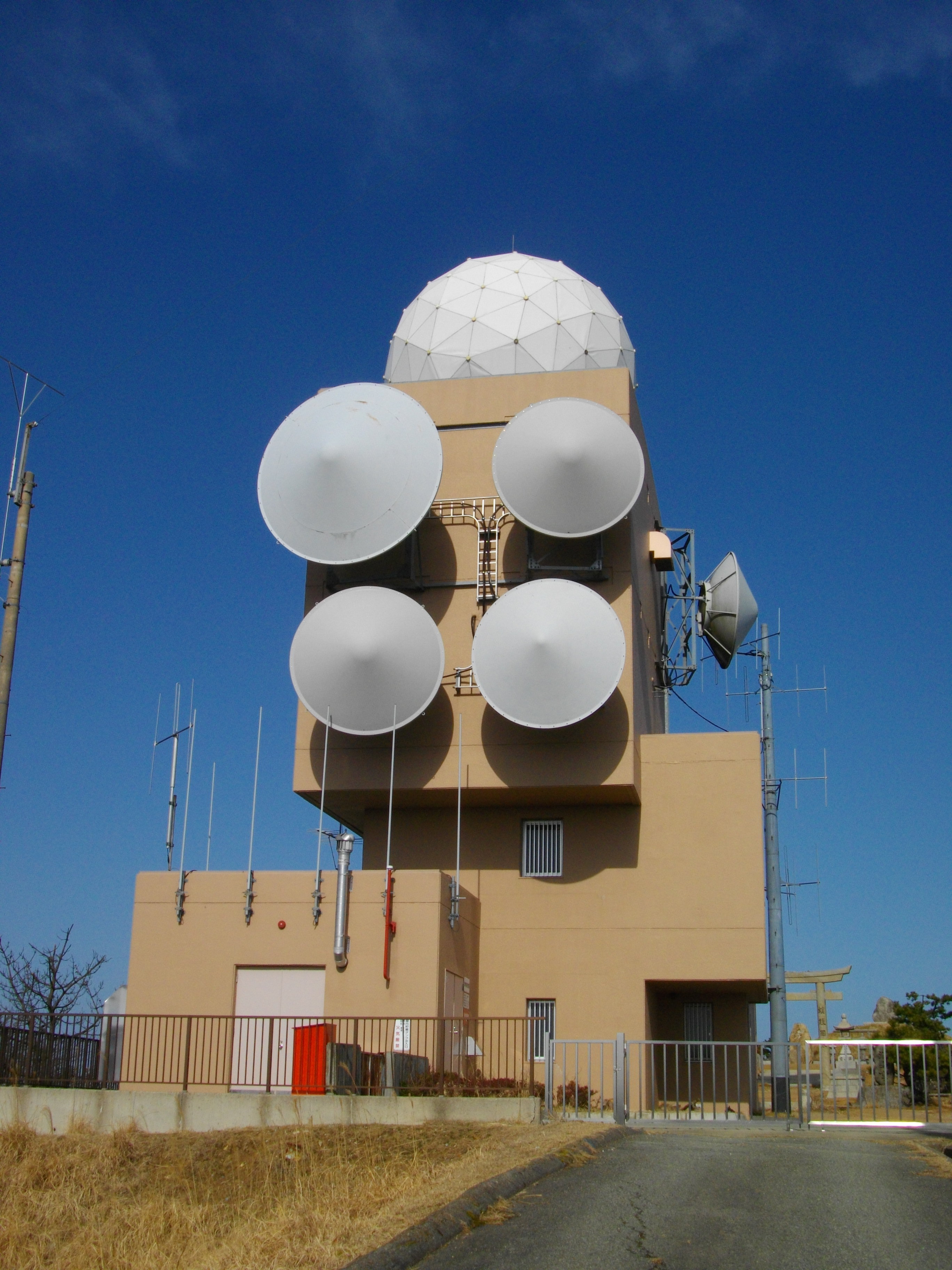
山頂の雨量観測所
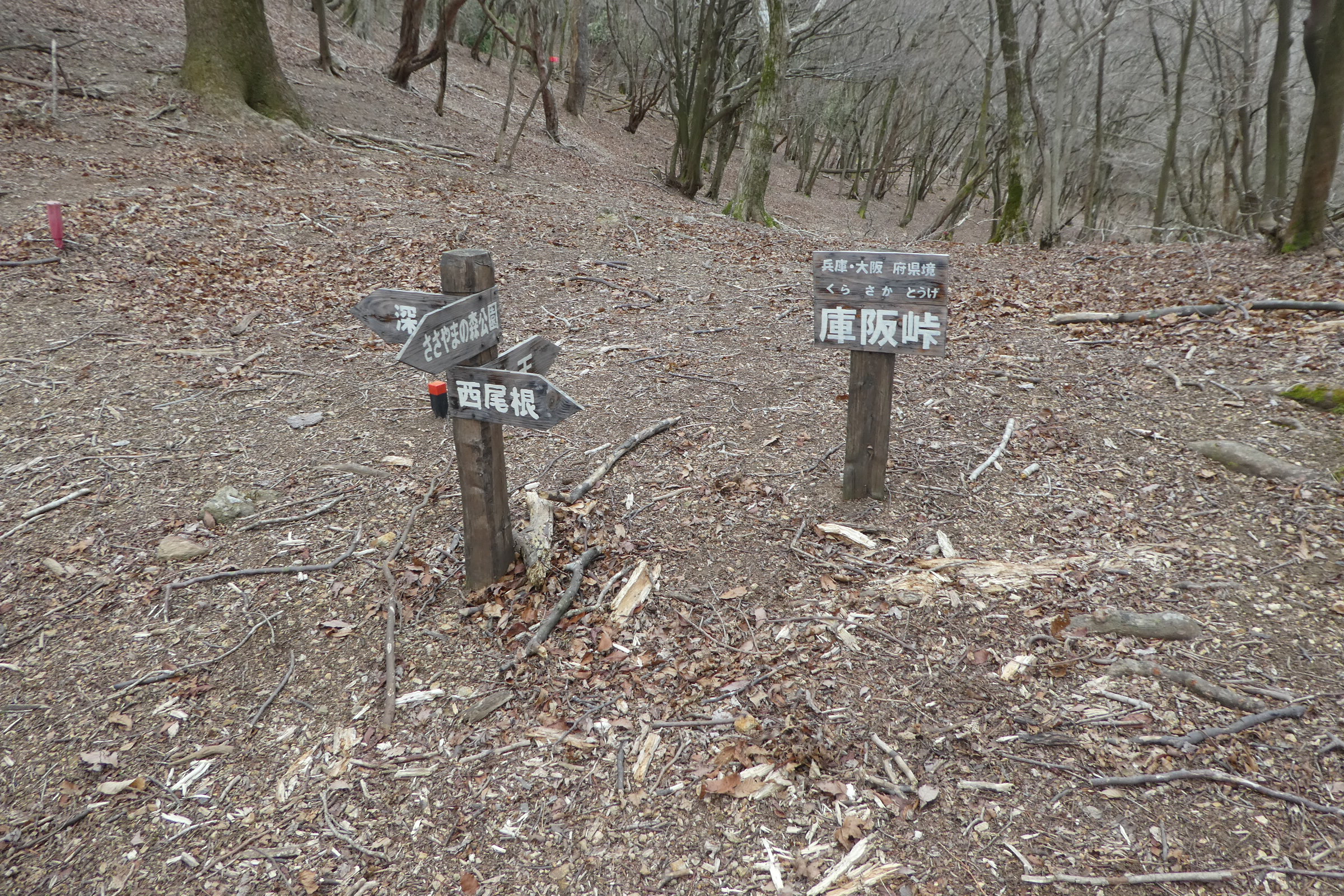
庫阪峠
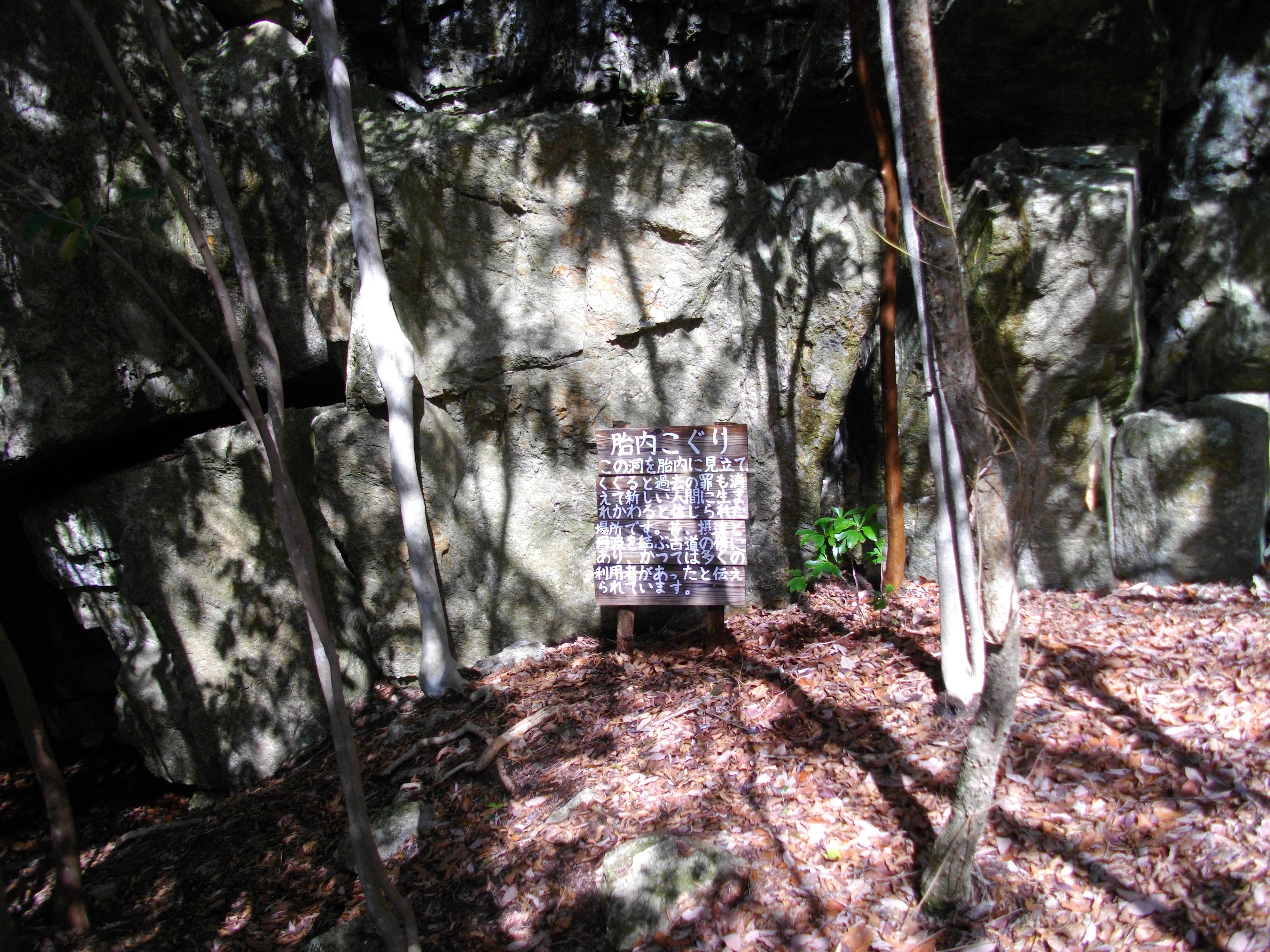
胎内こぐり

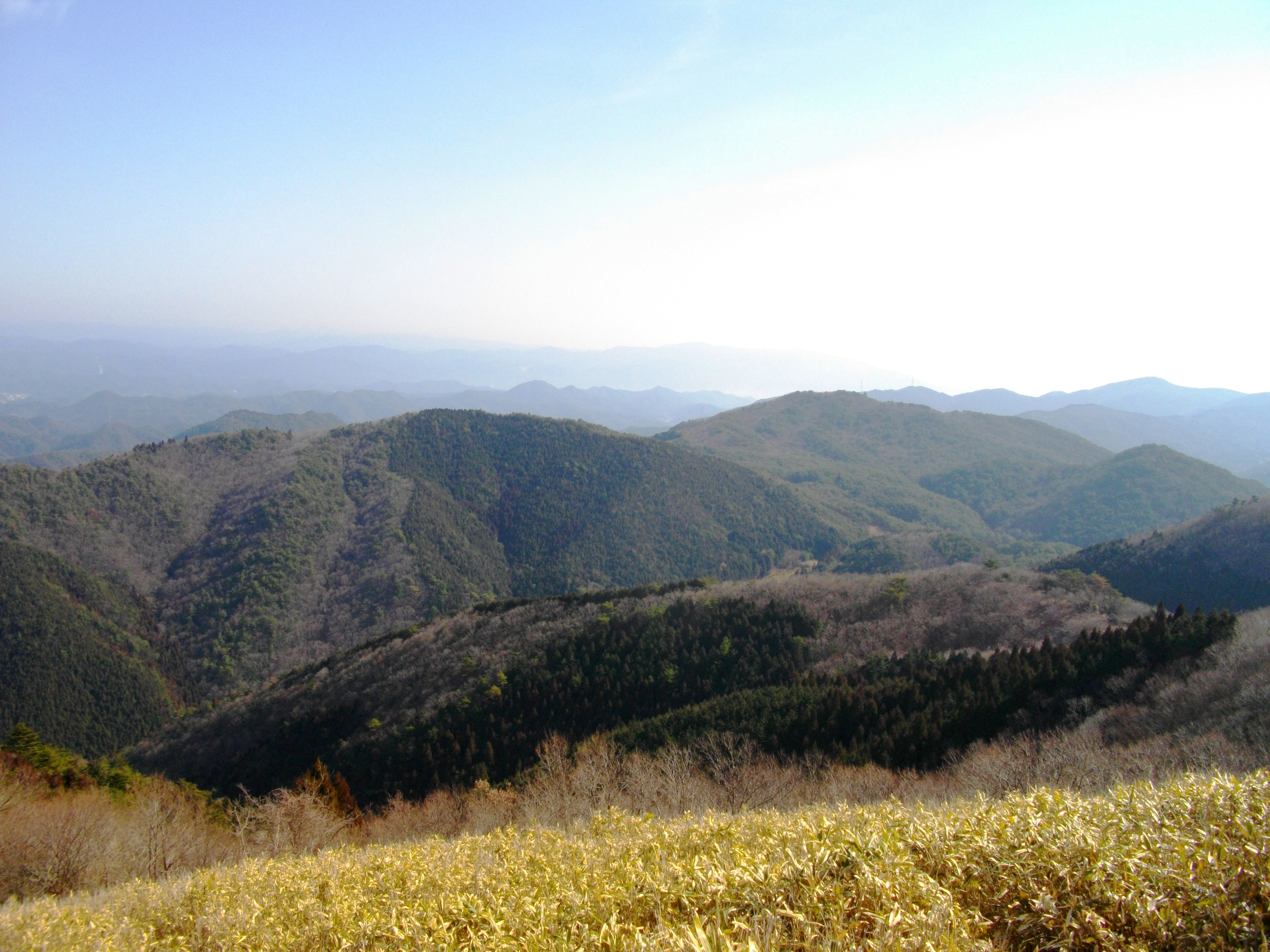
東微北を望む
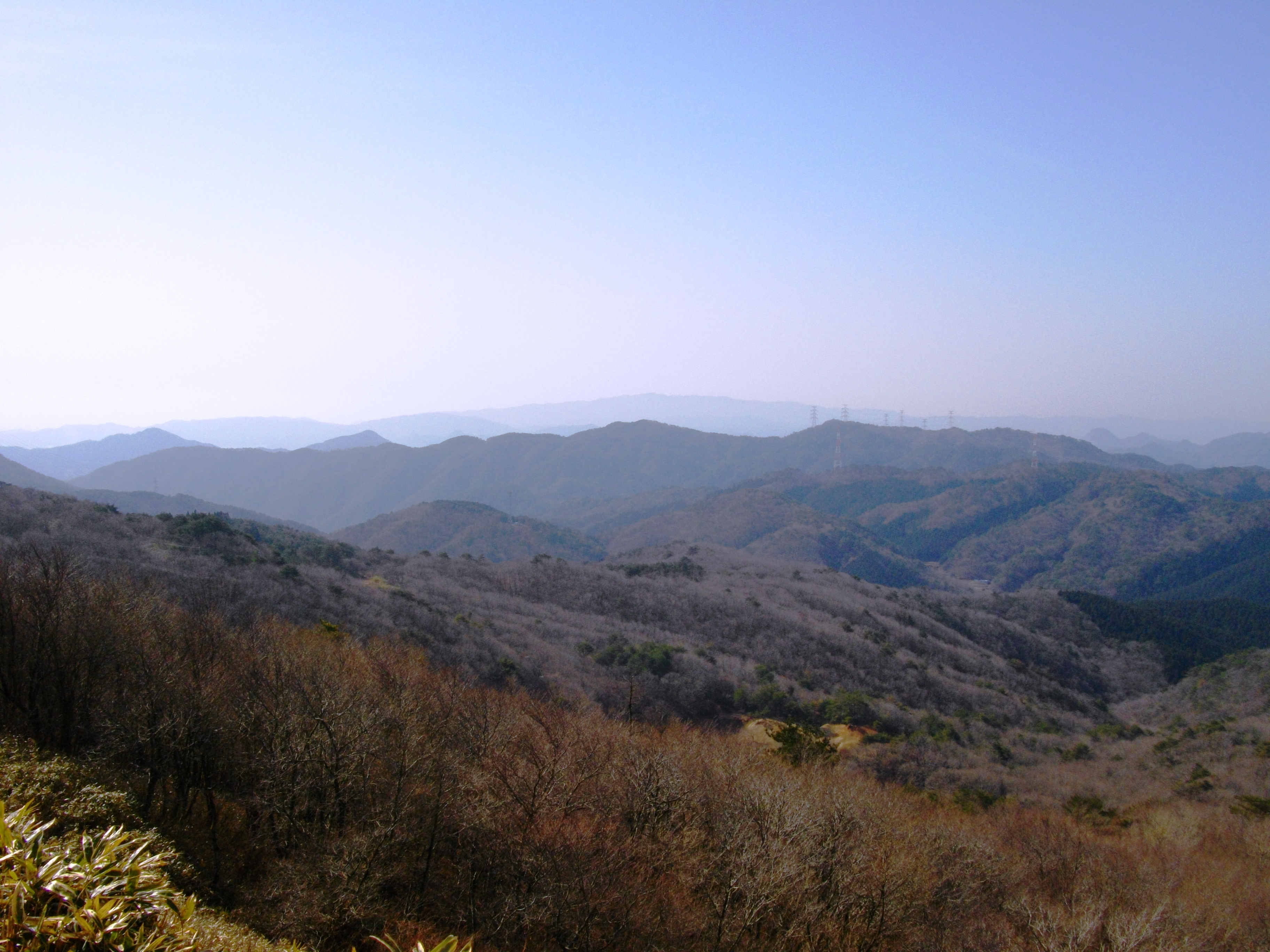
南を望む
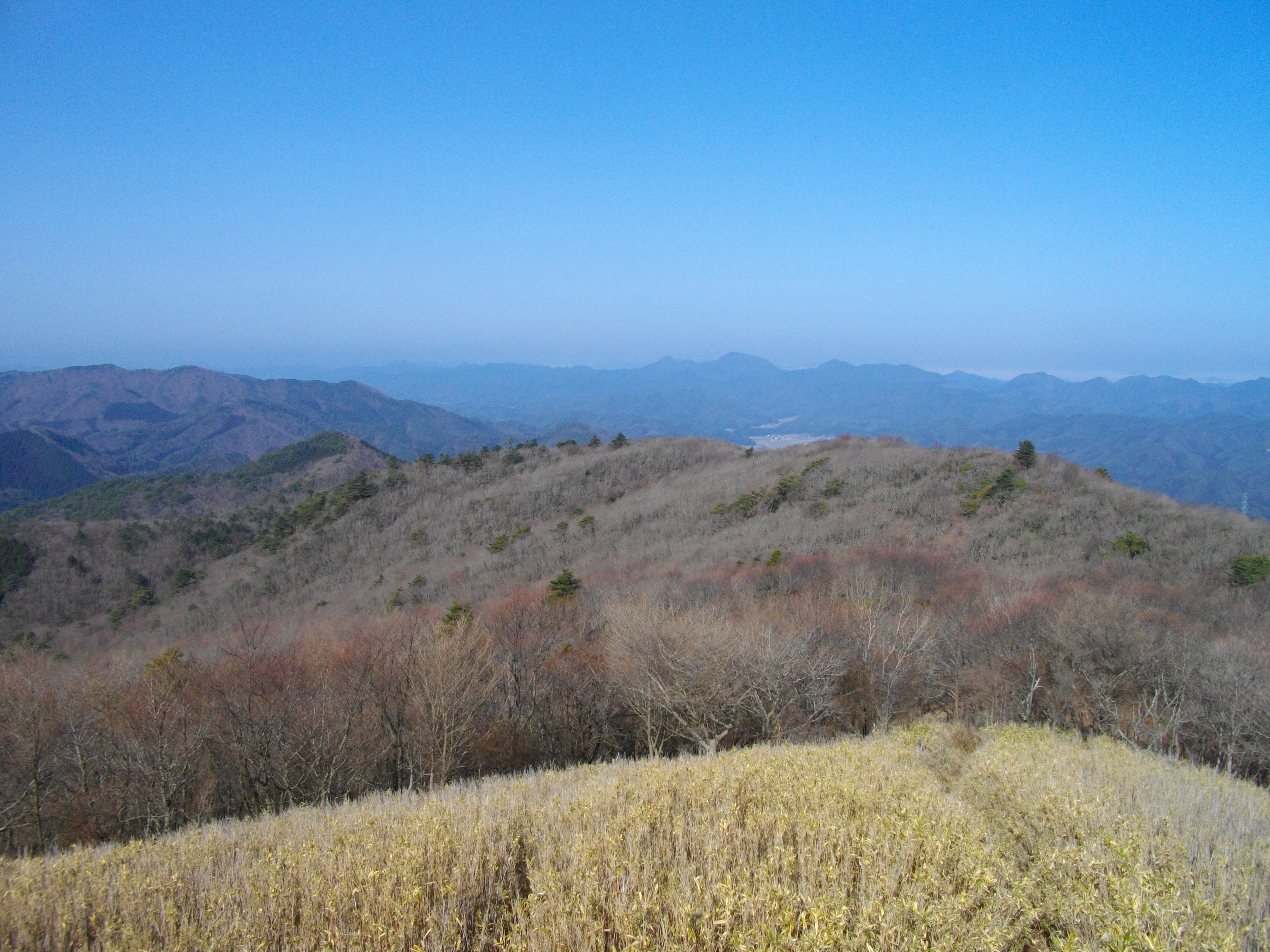
西北西を望む

## 交通
- 中京バス 奥るり渓バス停
- 無料シャトルバス いやしの森バス停
- 神姫バス 福住バス停